# شرکت ۳دی‌او
شرکت ۳دی‌او به انگلیسی: The 3DO Company (قبلاً در بازار سهام نزدک با نام THDO شناخته می‌شد)، به صورت مخفف ۳دی‌او (کوتاه شده عبارت سیستم عامل سه‌بعدی) یک شرکت بازی‌های ویدئویی بود. این شرکت در سال ۱۹۹۱ میلادی تحت عنوان اس ام اس جی (گروه نرم‌افزاری سن متئو) و به وسیلهٔ «تریپ هاوکینز» مؤسس کمپانی الکترونیک آرتز همراه با مشارکت هفت شرکت دیگر از جمله ال جی، ماتسوشیتا (پاناسونیک فعلی)، شرکت تلفن و تلگراف آمریکا، شرکت موسیقی آمریکا، تایم وارنر و الکترونیک آرتز تأسیس شد
بعد از ناکامی کنسول بازی ۳دی‌او در بازار، کمپانی از فعالیت در زمینه سخت‌افزار خارج شد و به ساخت بازی‌های ویدئویی برای دستگاه‌های دیگر روی آورد. این شرکت در سال ۲۰۰۳ و در پی فروش بسیار ضعیف بازی‌هایش ورشکست شد. شعبه اصلی این شرکت در ردوود سیتی، کالیفرنیا در منطقه خلیج سانفرانسیسکو قرار داشت.

## تاریخچه
تولید کنسول

هنگامی که این شرکت تأسیس گردید، هدف اصلی خود را ساخت یک کنسول بازی نسل بعد بر پایه مدیای سی دی با نام ۳دی‌او قرار داد که می‌توانست با همکاری شرکای تجاری مختلف تهیه گردد. این شرکت بابت فروش هر کنسول و هر گیم ساخته شده بر روی آن مبلغی به عنوان حق امتیاز دریافت می‌کرد. مقدار این مبلغ برای منتشر کنندگان بازی، به ازای فروش هر نسخه بازی تنها ۳ دلار بود که در مقایسه با دریافتی نینتندو و سگا برای فروش بازی روی کنسول هایشان، بسیار کم بود. کنسول ۳دی‌او در اکتبر ۱۹۹۳ با قیمت ۶۹۹ دلار به بازار عرضه شد و در دنیای کامپیوتر زمان خود سروصدای زیادی به راه انداخت و توجهات زیادی را به خود جلب کرد.
در ابتدا و به دلیل پایین بودن حق امتیاز دریافتی شرکت از فروش بازی‌ها، نظر سازندگان و ناشران بازی را به خود جلب کرد و نتیجه آن فروش بیشتر کنسول علی‌رغم قیمت بالاترش نسبت به سگا جنسیس و کنسول سوپر نینتندو شد.
از علل اصلی بالا ماندن قیمت کنسول، عدم دریافت حق امتیاز ساخت بازی‌ها توسط شرکای سازنده کنسول و پرداخت آن‌ها به شرکت ۳دی‌او بود، که در نتیجه شرکای سازنده کنسول برای سود بردن از محصول خود مجبور به عرضه کنسول با قیمت بالا بودند.
با وجود جذب و توجه سازندگان بازی در ابتدا به کنسول، پس از بالا ماندن قیمت در بازار و توانایی عدم رقابت با کنسول‌های ارزان‌تر، پشتیبانی سازندگان بازی از کنسول ۳دی‌او به دلیل فروش پایین بازی هایشان کاهش یافت.
سهام "شرکت ۳دی‌او" که در نوامبر ۱۹۹۳ مبلغ ۳۷ دلار برای هر سهم بود در اواخر دسامبر با افت شدید به ۲۳ دلار در هر سهم رسید.
با وجود افزایش درآمدهای مالی شرکت در پایان سال مالی (مارس ۱۹۹۵) که حدوداً سه برابر درآمد سال مالی قبل بود، شرکت همچنان در حال ضرردهی بود.
در اکتبر ۱۹۹۵ "شرکت ۳دی‌او" کنسول نسل بعد خود را که به نام ام ۲ معروف بود به شرکت ماتسوشیتا فروخت و زمینه کاری و فعالیت شرکت از ساخت سخت‌افزار به تهیه و ساخت بازی برای رایانه‌های شخصی و دیگر کنسول‌ها تغییر کرد.

## تولید بازی‌های کامپیوتری
کمپانی ۳دی‌او بعد از رها کردن ساخت کنسول، اقدام به خرید سه شرکت "سایکلون استودیوز"، "آرچ تایپ اینتراکتیو" و "نیو ورلد کامپیوتینگ" نمود. بزرگترین موفقیت شرکت، تولید سری بازی Army Men بود. سری بازی "قدرت و جادو" و به‌خصوص سری "قهرمانان قدرت و جادو" از شرکت زیر مجموعه (نیو ورلد کامپیوتینگ) را شاید بتوان از مشهورترین تولیدات این شرکت در آن دوران نامید. در اواخر دهه ۹۰ میلادی، "شرکت ۳دی‌او" یکی از اولین بازی‌های "نقش آفرینی آنلاین" سه بعدی را با نام Meridian 59 منتشر نمود.
بالاخره بعد از چند سال تلاش، در می ۲۰۰۳ شرکت اعلام ورشکستگی نمود و کارکنان آن بدون دریافت کارمزد از کار بیکار شدند، و برندهای بازی مربوط به شرکت به رقیبان آن روزگارشان از جمله مایکروسافت، نامکو، Crave Entertainment و یوبی سافت فروخته شد.
همچنین مبلغ ۴۰۵ هزار دلار به "تریپ هاوکینز" مؤسس شرکت بابت حق امتیاز برندهای قدیمی پرداخت گردید. هاوکینز بعد از مدتی شرکت بازیسازی موبایل "دیجیتال شکلات" را تأسیس کرد.

## سیستم رده‌بندی سنی ۳دی‌او
«شرکت ۳دی‌او» یک سیستم رده‌بندی سنی مخصوص برای بازی‌های کنسول خود تدارک دیده بود با عنوان «سیستم رده بندی ۳دی‌او» که در مارس ۱۹۹۴ استفاده از آن را شروع نمود.
این رده‌بندی به شرح ذیل بود:
| E  | مناسب برای همه سنین            |
| ۱۲ | مناسب برای سن ۱۲ سال و پائینتر |
| ۱۷ | مناسب برای سن ۱۷ سال و پائینتر |
| AO | فقط برای بزرگسالان             |

این سیستم رده‌بندی در جلو و پشت بسته‌بندی بازی‌های کنسول ۳دی‌او درج می‌شد. در اواخر سال ۱۹۹۴ اکثر رقبای "شرکت ۳دی‌او" اقدام به تدوین یک سیستم جامع رده‌بندی و جامع نرم‌افزاری نمودند که به ای‌اس‌آربی معروف گشت. با این وجود "شرکت ۳دی‌او" همچنان سیستم رده‌بندی سنی خود را ادامه داد؛ و البته به منتشرکنندگان بازی این اجازه را داد که برای محصولاتشان از بین "سیستم رده بندی سنی ۳دی‌او" یا "ای‌اس‌آربی" یکی را انتخاب کنند.